# Koprzywnica (gmina)
Pour les articles homonymes, voir Koprzywnica.
La gmina de Koprzywnica est une commune urbaine-rurale de la voïvodie de Sainte-Croix et du powiat de Sandomierz. Elle s'étend sur 69,19 km2 et comptait 7 020 habitants en 2010. Son siège est la ville de Koprzywnica qui se situe à environ 16 kilomètres au sud-ouest de Sandomierz et à 76 kilomètres au sud-est de Kielce.

## Villages
Horis la ville de Koprzywnica, la gmina de Koprzywnica comprend les villages et localités de Beszyce, Błonie, Ciszyca, Dmosice, Gnieszowice, Kamieniec, Krzcin, Łukowiec, Niedźwice, Postronna, Sośniczany, Trzykosy, Zarudcze, Zbigniewice et Zbigniewice-Kolonia.

## Villes et gminy voisines
La gmina de Koprzywnica est voisine de la ville de Tarnobrzeg et des gminy de Klimontów, Łoniów et Samborzec.